# Adam Szostkiewicz
Adam Dawid Szostkiewicz (ur. 22 czerwca 1952 w Częstochowie) – polski dziennikarz, tłumacz i publicysta, działacz opozycji w okresie PRL.

## Życiorys
Absolwent polonistyki na Uniwersytecie Jagiellońskim, którą ukończył w 1978. W 1980 pracował jako nauczyciel w I Liceum Ogólnokształcącym im. Juliusza Słowackiego w Przemyślu. Od drugiej połowy lat 70. związany z organizacjami opozycyjnymi. Był współpracownikiem Studenckiego Komitetu Solidarności oraz KSS KOR, a w 1980 wstąpił do „Solidarności”. Był m.in. członkiem zarządu Regionu Południowo-Wschodniego NSZZ „S” i delegatem na I Krajowy Zjazd Delegatów w Gdańsku. Po wprowadzeniu stanu wojennego internowano go na okres od stycznia do lipca 1982, po zwolnieniu podejmował prace dorywcze.
Został działaczem Klubu Inteligencji Katolickiej oraz rzecznikiem prasowym krakowskiego Komitetu Obywatelskiego. Do 1995 był członkiem Unii Demokratycznej i następnie Unii Wolności. Od 1988 do 1999 pracował w „Tygodniku Powszechnym”. W pierwszej połowie lat 90. był również dziennikarzem Polskiej Sekcji BBC World Service w Londynie. W 1999 przeszedł do „Polityki”, gdzie publikuje na tematy międzynarodowe, a także społeczno-religijne. Był również zastępcą kierownika działu zagranicznego.
Członek Rady Języka Polskiego, polskiego oddziału PEN Clubu oraz Stowarzyszenia Autorów ZAIKS.
Był także wykładowcą dziennikarstwa w Collegium Civitas w Warszawie, przez wiele lat brał udział w programie TVP 7 dni świat Andrzeja Turskiego. Jest laureatem nagrody publicystycznej Krakowskiej Fundacji Kultury (2002). W 2006 otrzymał Medal im. Mordechaja Anielewicza za działalność w zwalczaniu ksenofobii i antysemityzmu oraz utrwalaniu tolerancji. Jest jednym z fundatorów Fundacji im. Jerzego Turowicza oraz członkiem kapituły Nagrody im. Jerzego Turowicza.
Autor przekładów książek tłumaczonych z języka angielskiego, między innymi Eichmann w Jerozolimie napisanej przez Hannah Arendt (Znak, Kraków 1987), eseju Przebudzony. Opowieść o Buddzie i o tym, czego w buddyzmie szukają ludzie Zachodu (Sic!, Warszawa 2004), książek Święte szyfry (Wydawnictwo Biblioteka Polityki, Warszawa 2011) i Wielkie nieba (Wydawnictwo Biblioteka Polityki, Warszawa 2015).

## Odznaczenia
W 2014 prezydent Bronisław Komorowski, za wybitne osiągnięcia w działalności na rzecz przemian demokratycznych i wolności słowa w Polsce, za zasługi dla rozwoju wolnych mediów i niezależnego dziennikarstwa, odznaczył go Krzyżem Oficerskim Orderu Odrodzenia Polski.

## Życie prywatne
Adam Szostkiewicz jest żonaty. Ma dwie córki.